# Хайнрих Мориц фон дер Шуленбург-Хеслер
Хайнрих Мориц фон дер Шуленбург-Хеслер (на немски: Heinrich Moritz I von der Schulenburg-Heßler, Reichsgraf; * 22 ноември 1739, Бургшайдунген, днес част от град Лауха ан дер Унщрут в Саксония-Анхалт; † 29 ноември 1808, Витценбург в Кверфурт) от род фон дер Шуленбург (от „Бялата линия“), е имперски граф на Шуленбург-Хеслер, сардински хауптман, саксонски камерхер и хауптман на Баумерсрода, Витценбург и Вайсенширмбах.

## Произход и наследство
Той е малкият син на Левин Фридрих III фон дер Шуленбург (1708 – 1739), кралски-полски и курфюрстки-саксонски областен комисар на окръг Тюрингия, и съпругата му Хенриета Елизабет фон Хеслер (1717 – 1739), най-голяма сестра на Фридрих Мориц фон Хеслер-Витценбург († 1803).
Хайнрих Мориц, заедно с брат му и сестра му, получават за опекун Рудолф фон Шьонфелт. Брат му Левин Фридрих IV фон дер Шуленбург (1738 – 1801) е издигнат през 1786 г. във Виена на имперски граф. Сестра му Хенриета фон дер Шуленбург (1736 – 1800) се омъжва на 9 юни 1757 г. в Бургшайдунген за граф Фридрих Август I фон дер Шуленбург (1727 – 1797). Хайнрих Мориц е издигнат на 7 август 1786 г. на имперски граф във Виена.
Бездетният камера съветник Фридрих Мориц фон Хеслер-Витценбург († 12 април 1803) завещава на племенника си Хайнрих Мориц фон дер Шуленбург, вторият син на най-голямата му сестра графиня Хенриета Елизабет фон дер Шуленбург, родена Хеслер, в завещанието си от 6 ноември 1801 г., именията Витценбург и Вайсенширмбах. Хайнрих Мориц взема по искането в завещанието името „фон дер Шуленбург – фон Хеслер.“

## Фамилия
Хайнрих Мориц фон дер Шуленбург-Хеслер се жени на 6 март 1783 г. в Дрезден за графиня Ердмута Хенриета фон Бюнау (* 6 май 1757, Зойзелитц; † 23 май 1825, Карлсбад), дъщеря на имперски граф Рудолф II фон Бюнау (1711 – 1772) и Агнес Елизабет фон Холцендорф (1726 – 1795). Те имат седем деца:
- Фридрих Хайнрих Мориц фон дер Шуленбург-Хеслер (* 5 декември 1783, Баумерсрода; † 13 юни 1840, Витценбург), женен на 4 юли 1811 г. за Аделаида/Фридерика фон Варнсдорф (* 15 август 1790; † 14 май 1821), шест деца
- Албрехт Лудвиг Левин фон дер Шуленбург (* 11 септември 1786, Баумерсрода; † 8 януари 1858), императорски руски полковник, женен за Елизабет Катарине София Бебер (* 11 май 1797; † април 1879, Санкт Петербург); има шест деца
- Ердмута Елизабет Хенриета Мариана фон дер Шуленбург (* 8 юни 1785)
- Карл Рудолф фон дер Шуленбург (* 2 януари 1788; † 4 септември 1856), женен на 8 октомври 1818 г. или на 5 октомври 1819 г. за принцеса Катарина Фридерика Бенигна Вилхелмина Бирон от Курланд, херцогиня на Силезия-Заган (* 8 февруари 1781; † 29 ноември 1839), бездетен
- Агнес Каролина Ернестина Луиза фон дер Шуленбург (* 18 април 1789), омъжена на 14 април 1809 г. за Вилхелм Фридрих Август фон Ягов-Далмин и Баумерсроде
- Хенриета София Луиза фон дер Шуленбург (* 5 август 1791), омъжена на 12 септември 1813 г. за Адолф Зенфт фон Пилзч, кралски-саксонски генерал-майор и губернатор на Дрезден
- Едуард Август фон дер Шуленбург (* 27 февруари 1794)